# Conus kobelti
Conus kobelti é uma espécie de gastrópode do gênero Conus, pertencente a família Conidae.